# Agria (Kartoffel)

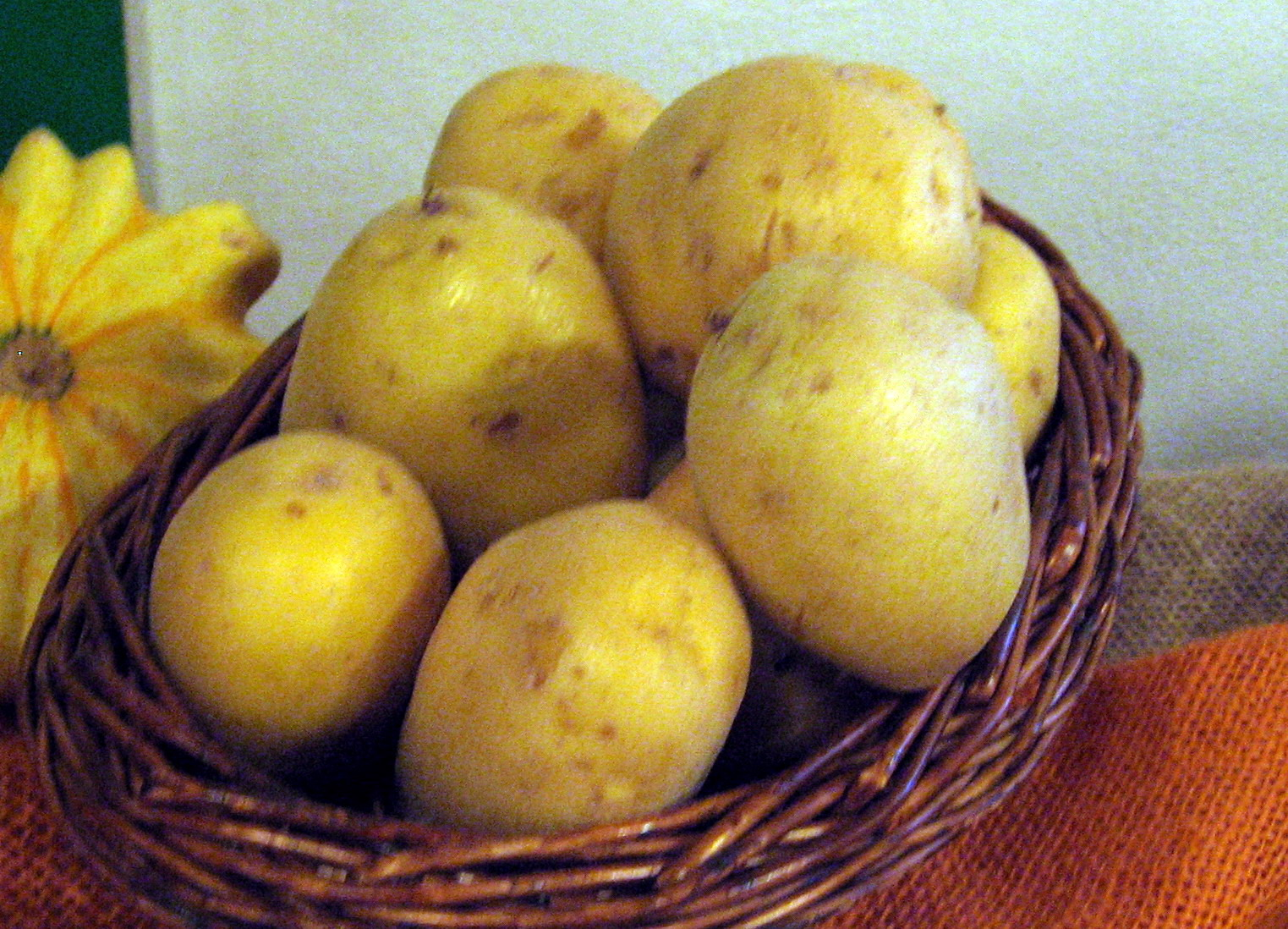
Agria

Agria ist eine mittelfrühe, vorwiegend mehligkochende Speisekartoffelsorte. Sie ist vergleichsweise keimruhig und sollte deshalb vor dem Pflanzen in Keimstimmung versetzt werden.
Hauptverwendungszweck ist die Verarbeitung zu Pommes frites und Chips. Agria hat einen eher niedrigen Knollenansatz. Sie ist stärkereich und eignet sich deshalb eher zur Verarbeitung zu Pürees oder Eintöpfen.
Agria war Züchtungsgrundlage für die Sorten Fontane und Markies. Agria selbst wurde aus den Sorten Quarta und Semlo entwickelt.
Die ‘Agria’ wurde zur Kartoffel des Jahres 2022 gekürt.